# Korzički jezik
Korzikanski  ili korzički jezik (Corsu ili Lingua corsa; ISO 639-3: cos) je romanski jezik koji spada u skupinu južnoromanskih jezika. Neki talijanski jezikoslovci ga smatraju talijanskim narječjem zbog njegove sličnosti s toskanskim. S francuskim i talijanskim se često dovodi u vezu zbog društvenih i povijesnih razloga. Razvoj korzikanskog počinje dolaskom rimskih kolonizatora u 3. st.pr. Kr. koji su nametnuli svoj jezik. Tijekom srednjovjekovnog razdoblja oko teritorija Korzike se spore talijanske republike Pisa i Genova, a u tom sporu Genova pobjeđuje pa drži Korziku sve do 1769. kada je ustupljuje Francuskoj. 
Od 60-ih godina prošlog stoljeća započinje val terorističkih akcija na Korzici koje potiču korzikanski nacionalisti koji se sve do danas bezuspješno bore za njezinu nezavisnost. Iako je dugo vremena bio pod francuskim utjecajem, jezik se uspio oduprijeti i opstati zbog snažnog lokalnog-nacionalnog identiteta čemu su pomogle i povijesne okolnosti. Korzikanski nije rezultat uvezenog talijanskog nego je to rezultat osobnog razvoja jezika kojemu je polazišna točka bila jako latinizirana osnova. Korzikanski ima i elemente koji potječu iz predromanskog i predindoeuropskog doba, a od 9. st. jača utjecaj toskanskog. Genova sa svojim dijalektom nije u korzikanskom ostavila većih tragova zbog toga što se služilo toskanskim za pisane dokumente. Ostale promjene u jeziku bile su pod francuskim utjecajem. 
Korzikanskom je srodan dijalekt Kalabrije, te dijalekt kojim se govori na sjevernom dijelu Sardinije, jer su taj dio naselili korzikanski pastiri početkom 17.st. 
Taj je jezik imao sudbinu razvijati se rame uz rame ili, bolje rečeno, pod pritiskom dvaju prestižnih jezika – francuskog i talijanskog. Onima koji su ga čuli prvi put zvuči kao neka teško razumljiva mješavina talijanskog i francuskog.

## Službeni status
Korzikanski ima u današnje vrijeme status regionalnog jezika, te se na njemu objavljuju časopisi i novine. Međutim, ostaje činjenica da su pokušaji da se oživi korzikanski još uvijek malobrojni i da je to ponajprije jezik puka – njime se govori na cijelom otoku, ali se na njemu ujedno malo piše i čita. 
Korzički nema službeni status u Francuskoj. On se ne rabi u upravno-sudskim djelatnostima već isključivo francuski. 
341 000 govornika u Francuskoj (Johnstone and Mandryk 2001); 1000 u Italiji (1990).

## Rječnik-usporedba
Usporedna tablica romanskih jezika:
| latinski                       | francuski | talijanski | španjolski | oksitanski  | katalonski | portugalski | rumunjski | sardinski        | korzički         |
| clave(m)                       | clef      | chiave     | llave      | clau        | clau       | chave       | cheie     | crae/crai        | chjave/chjavi    |
| nocte(m)                       | nuit      | notte      | noche      | nuèit/nuèch | nit        | noite       | noapte    | notte/notti      | notte/notti      |
| cantare                        | chanter   | cantare    | cantar     | cantar      | cantar     | cantar      | cânta     | cantare/cantai   | cantà            |
| capra(m)                       | chèvre    | capra      | cabra      | cabra       | cabra      | cabra       | capra     | cabra/craba      | capra            |
| lingua(m)                      | langue    | lingua     | lengua     | lenga'      | llengua    | língua      | limbă     | limba/lingua     | lingua           |
| platea(m)                      | place     | piazza     | plaza      | plaça       | plaça      | praça       | piaţă     | pratha/pratza    | piazza           |
| ponte(m)                       | pont      | ponte      | puente     | pònt        | pont       | ponte       | pod'      | ponte/ponti      | ponte/ponti      |
| ecclesia(m)                    | église    | chiesa     | iglesia    | glèisa      | església   | igreja      | biserică  | creia/cresia     | ghjesgia         |
| hospitale(m)                   | hôpital   | ospedale   | hospital   | espital     | hospital   | hospital    | spital    | ispidale/spidali | spedale/uspidali |
| caseu(m) lat.vulg.formaticu(m) | fromage   | formaggio  | queso      | formatge    | formatge   | queijo      | brânză    | casu             | casgiu           |

## Primjer jezika
Oče naš na korzičkom jeziku:
Patre Nostru chì sì in celu,

ch'ellu sia santificatu u to nome;

ch'ellu venga u to regnu,

ch'ella sia fatta a to vuluntà,

in terra cum'è in celu.

Dacci oghjeghjornu u nostru pane cutidianu,

è rimettici i nostri debbiti,

cum'è no i rimettimu à i nostri debbitori.

Un ci induce micca in tentazione,

ma francaci da u male. 

## Vanjske poveznice
- Ethnologue (14th)
- Ethnologue (15th)
- Korzičko-engleski rječnik(engl.)
- Korzičko-francuski rječnik(fr.)
- uvod u korzički jezik(engl.)
- Korzički u Francuskoj  Arhivirana inačica izvorne stranice od 19. srpnja 2006. (Wayback Machine)(engl.)
- Status korzičkog u Francuskoj(engl.)